# 九龙山凤仙花
九龙山凤仙花（学名：Impatiens jiulongshanica）为凤仙花科凤仙花属下的一个种。

## 扩展阅读
- 維基物種上的相關：九龙山凤仙花